# Challenger de Augsburgo 2024
El torneo Schwaben Open 2024 fue un torneo de tenis perteneció al ATP Challenger Tour 2024 en la categoría Challenger 50. Se trató de la 3ª edición; el torneo tuvo lugar en la ciudad de Augsburgo (Alemania), desde el 20 hasta el 26 de mayo de 2024 sobre pista de tierra batida al aire libre.

## Jugadores participantes del cuadro de individuales
| Preclasificado | País                       | Jugador          | Rank1 | Posición en el torneo |
| 1              | Bandera de Kazajistán      | Timofey Skatov   | 247   | CAMPEÓN               |
| 2              | Bandera de Argentina       | Andrea Collarini | 279   | Segunda ronda         |
| 3              | Bandera de Lituania        | Vilius Gaubas    | 285   | Segunda ronda         |
| 4              | Bandera de República Checa | Michael Vrbenský | 296   | Segunda ronda         |
| 5              | Bandera de Paraguay        | Daniel Vallejo   | 299   | Primera ronda         |
| 6              | Bandera de Dinamarca       | August Holmgren  | 307   | Primera ronda         |
| 7              | Bandera de Alemania        | Marvin Möller    | 308   | Baja                  |
| 8              | Bandera de Dinamarca       | Elmer Møller     | 310   | FINAL                 |

- 1 Se ha tomado en cuenta el ranking del 6 de mayo de 2024.

### Otros participantes
Los siguientes jugadores recibieron una invitación (wild card), por lo tanto ingresan directamente al cuadro principal (WC):
- Liam Gavrielides
- Tom Gentzsch
- Oscar Otte

Los siguientes jugadores ingresan al cuadro principal tras disputar el cuadro clasificatorio (Q):
- Diego Dedura-Palomero
- Daniel Dutra da Silva
- Luca Giacomini
- Norbert Gombos
- Andrea Picchione
- Luca Potenza

## Campeones

### Individual Masculino
- Timofey Skatov derrotó en la final a  Elmer Møller por 3–6, 7–5, 6–3

### Dobles Masculino
- Jakob Schnaitter /  Mark Wallner derrotaron en la final a  David Pichler /  Michael Vrbenský por 3–6, 6–2, [10–8]